# マルシェボン
マルシェボン(MARCHEVON)は、ペリカン石鹸が全国のイオンモール内の｢H&BC 化粧品売場｣(オーガニック化粧品売り場) で展開している石鹸・浴用化粧品・化粧品ブランド。

2013年12月より、イオン幕張新都心店・定番13種類から展開され、2025年5月現在では国内イオン187店舗･海外モール店舗17店舗 にまで取り扱いが拡大され、種々の季節限定･数量限定商品等に品目数も増加している。

ブランド名である『MARCHEVON(マルシェボン)』は､『MARCHE』(マルシェ=市場)と『SAVON』(サボン＝石鹸)を掛け合わせた造語である｡

定番商品のみイオンサイト上のWeb通販で販売されており､時折ブランド公式Facebook上で復刻商品や新商品等の投票企画も行われていた(現在はブランド公式Facebookは更新を終了しており、期間限定商品等の告知はペリカン石鹸公式X・Facebook・Instagram上で行われている)｡

## 概要
老舗石鹸メーカー｢ペリカン石鹸｣の埼玉工場（埼玉県深谷市）で、一つ一つ手作りにこだわって製造されている。

石鹸素地のうち、約33%(約三分の一)が保湿成分であることや、種々の数量･季節限定商品が発売されることも大きな特徴である。

### 販売されている・いた商品一覧
2025年5月現在。ブランド公式サイト、もしくはペリカン石鹸公式X・Facebook・Instagram参照。

定番商品

クリアソープ
- 朝摘みレモン
- アルガンオイル&モロッカンクレイ
- アロエクラッシュ(廃盤予定)
- ガーデン
- スイートオレンジ
- ダマスクローズクラッシック
- ネロリ
- フローラル ベリー
- ブーケ
- ベルガモット＆ゼラニウム
- ライチ&ピオニー(廃盤予定)
- レモングラス

(* アプリコット)
- スイートフィグ(廃盤予定)
- フレッシュオリーブ(廃盤予定)
- 夕暮れカレンデュラ(廃盤予定)
- ダージリン(廃盤予定)
- ロイヤルジャスミン
- サンシャインフルーツ(廃盤予定)
- ミスティックフローラル(廃盤予定)
- ピオニー
- 四つ葉のクローバー
- ピュアマリン
- ラベンダームーン

クリアソープNIPPON シリーズ
- 白檀
- ふじさん
- ゆずとしょうが

(* あんこ
- おさけ)

ハンドソープ
- ガーデン
- ネロリ
- ブーケ
- レモングラス
- アルガンオイル

ハンド&ボディソープ
- グレープフルーツ
- グリーンアップル

ハンド&ボディミルク
- グレープフルーツ
- グリーンアップル
- ホワイトサボン

ヘアオイル
- レモングラス
- ブーケ
- ミント

期間限定商品

- 柚子(ソープ・ボディミスト・バスソルト)
- メープル(ソープ・リキッド・ボディクリーム)
- チョコレート(ギフト)
- チェリー
- ホワイトリリー
- グレープフルーツ
- グリーンアップル
- 柚子
- メープル
- ミント
- トマト&マンナン(スクラブソープ)
- ココナッツ
- ウメ
- 柚子
- サクラ
- シャボン(アロマソープ)
- ストロベリー(アロマソープ)
- ミント
- ジャスミン
- ピーチ&マンナン(スクラブソープ)
- ローズマリー&ハニー
- シダーウッド
- シーウィード
- マンゴー
- ジンジャー
- ソイミルク
- 柚子
- スノー
- ウメ
- チョコレート(ギフト)
- サクラ
- シャボン(アロマソープ)
- ストロベリー(アロマソープ)
- サンキュー
- ピーチ&マンナン(スクラブソープ)
- シダーウッド
- ハイビスカス
- シーウィード
- ゼラニウム
- フローラルベリー
- パーティー
- 柚子
- スノー
- ダマスクローズ(バスボム)
- ユズ(バスボム)
- シーソルト(バスボム)
- 椿
- スイートタイム
- サクラ
- ミント
- カモミール
- ピーチ&マンナン(スクラブソープ)
- ウッディクレイ(フットスクラブソープ)
- ライム
- ハイビスカス
- シーウィード
- シルキームーン(フェイシャルソープ)
- スノー
- ゴシックローズ
- 柚子
- コガネ
- サクラ
- キャンディ
- サンキュー
- ミント
- フォレスト
- チャコール&マンナン(ボディスクラブソープ)
- サンキュー
- ミント
- シーウィード
- ハイビスカス
- シャボン(アロマソープ)
- ストロベリー(アロマソープ)
- レモングラス(ネイル&スキンバーム)
- ネロリ(ネイル&スキンバーム)
- ダマスクローズ(ネイル&スキンバーム)
- ブーケ(バスボム)
- グレープフルーツ(バスボム)
- ガーデン(バスボム)
- グリーンシャワー
- ホワイトフローラル
- ハッピーアニバーサリー!
- ロゼワイン
- スノー
- ゆず
- ブライトアップスター(フェイシャルソープ)
- 青竹
- あけぼの
- オレンジピールショコラ
- 桜の花
- サンキュー
- ミント
- 朝摘みいちご
- 柿渋
- アロエクラッシュ
- チューリップ
- 朝摘みレモン
- ミント
- ウォーターメロン
- ブーケ(バスボム)
- グレープフルーツ(バスボム)
- ガーデン(バスボム)
- ピンクグレープフルーツ(ハンドソープ)
- ローズ&カモミールティー
- ハイビスカス&ローズヒップティー
- グロッシーパール(フェイシャルソープ)
- ノーザンスカイ
- ウインターシトラス
- おめでとう
- 初日の出
- 朝摘みミモザ
- 桜の花
- ミュゲ
- アロエクラッシュ
- フローラルベリー
- スペアミント
- エアリーガーベラ
- シーサイドビーチ
- プルメリア
- メロンソーダ
- レモンジュレ
- 金木犀
- アロマティック アンバー(フェイシャルソープ)
- 秋咲きラベンダー
- キャンドルナイト
- 藤の香
- 新しい一日
- しだれ桜
- イエローフィールド
- イランイラン
- 柿渋
- あじさいの花
- パイナップルミント
- トロピカルビーチ
- エキゾチックハイビスカス
- ジューシーペアー
- フレッシュパイナップル
- 金木犀(再販)
- 冬晴れみかん
- 午後のシャルドネ
- スノーマジック
- アイス スターダスト
- 春のさざなみ
- 朝摘みフリージア
- 桜餅のかほり
- いつもありがとう
- すみれ
- メルティピーチ
- サマーフェスティバル (ラベル各三種)
- ラムネソーダ (ラベル各三種)
- 夏空ひまわり
- 昼下がりのモヒート
- 金木犀
- 芳醇シャルドネ
- ミッドナイトベリー(ジュニパーベリー)
- クリーミーハニー
- グッドナイトフォーレスト
- ホーリーローズマリー
- 梅の香
- 桜びより
- 風揺らぐネモフィラ
- ありがとう(カーネーション)
- ホワイトストロベリー
- ホワイトラベンダー
- ひんやりチョコミント
- ブルーハワイ
- 朝露すいれん
- あさがお
- 金木犀
- 天体観測
- シャルドネ クラシック
- NATS HARMONY
- RUBY CHERRY
- FOREST CANDLE
- DREAM SNOW
- 梅ほのか
- 桜こみち
- 朝摘みミモザ
- ありがとう(晴れ渡る青空を閉じ込めたような香り)
- レッドローズ
- ハッカドロップ
- すいか
- 枝豆＆ビール
- ピンクグレープフルーツ

その他関連商品

- チョコレート(ホワイト・ミルク・ピスタチオ詰め合わせ)
- ドーナツソープ(チョコレート・ストロベリー・抹茶)
- マルシェボンの切り落とし
- マルシェボン タルトサボン ラフランス/レモン(限定100台)
- ボディスクラブ(白檀・レモン)